# Johnsonpthirus chlorotalpae
Johnsonpthirus chlorotalpae är en insektsart som beskrevs av Pierre L. G. Benoit 1961. Johnsonpthirus chlorotalpae ingår i släktet Johnsonpthirus och familjen ledlöss. Inga underarter finns listade i Catalogue of Life.